# Jaime Romero Gómez
Jaime Romero Gómez (Valdeganga, Albacete, Castilla-La Mancha, España, 31 de julio de 1990) es un jugador de fútbol español. Que esta sin equipo luego de su salida del equipo iraní Tractor Sazi FC

## Trayectoria
Se formó en las categorías inferiores del Albacete Balompié y en la temporada 2008-09 debutó con el primer equipo anotando tres tantos. Jugaba también en la selección española sub-19. En 2009 fue traspasado al Udinese de la Serie A italiana por 1,8 millones de euros. Su debut fue el 8 de noviembre.
En la temporada 2010-11 se marchó cedido al A. S. Bari, donde disputó nueve partidos. La siguiente fue el Granada C. F. quien se hizo con su cesión, por lo que se convertía en el primer refuerzo del club en su regreso a Primera División de España tras treinta y cinco años.
El 8 de julio de 2017, tras haber jugado las anteriores campañas en el Real Madrid Castilla, el Real Zaragoza y C. A. Osasuna, fichó por el Córdoba C. F. A mitad de temporada se marchó cedido al Club Deportivo Lugo.
El 23 de junio de 2019 firmó por el F. K. Qarabağ azerí, equipo con el que tuvo la oportunidad disputar competiciones europeas.
El 20 de septiembre de 2022, una vez abandonó Azerbaiyán, se incorporó a prueba a las filas del F. C. Cartagena. Ocho días después se confirmó su fichaje hasta el final de la temporada, aunque se acabó marchando en diciembre después de acordar con el club la rescisión de su contrato.
El 10 de febrero de 2023 firmó por el Tractor S. C. de Irán que dirigía el también español Paco Jémez.

## Clubes
| Club                          | País       | Año             | Partidos | Goles |
| ----------------------------- | ---------- | --------------- | -------- | ----- |
| Albacete Balompié             | España     | 2008-2009       | 36       | 3     |
| Udinese Calcio                | Italia     | 2009-2016       | 4        | 0     |
| A. S. Bari (cedido)           | Italia     | 2010-2011       | 12       | 0     |
| Granada C. F. (cedido)        | España     | 2011-2012       | 31       | 1     |
| Orduspor Kulübü (cedido)      | Turquía    | 2013            | 11       | 0     |
| Real Madrid Castilla (cedido) | España     | 2013-2014       | 32       | 3     |
| Real Zaragoza (cedido)        | España     | 2014-2016       | 37       | 8     |
| C. A. Osasuna                 | España     | 2016-2017       | 22       | 1     |
| Córdoba C. F.                 | España     | 2017-2019       | 50       | 2     |
| C. D. Lugo (cedido)           | España     | 2018            | 18       | 2     |
| F. K. Qarabağ                 | Azerbaiyán | 2019-2022       | 69       | 14    |
| F. C. Cartagena               | España     | 2022            | 7        | 0     |
| Tractor S. C.                 | Irán       | 2023-actualidad |          |       |

## Palmarés

### Títulos nacionales
| Título                     | Club          | País       | Año  |
| -------------------------- | ------------- | ---------- | ---- |
| Liga Premier de Azerbaiyán | F. K. Qarabağ | Azerbaiyán | 2020 |
| Liga Premier de Azerbaiyán | F. K. Qarabağ | Azerbaiyán | 2022 |
| Copa de Azerbaiyán         | F. K. Qarabağ | Azerbaiyán | 2022 |